# 포이즌 (1991년 영화)
《포이즌》(영어: Poison)은 미국에서 제작된 토드 헤인스 감독의 1991년 SF 공포 드라마 영화이다. 이디스 미크스 등이 출연하였고, 크리스틴 배숀 등이 제작에 참여하였다.
장 주네의 소설 세 편에서 영감을 얻은 세 이야기가 뒤얽히며 진행된다. 게이 테마를 명시적으로 다루었으며, 뉴 퀴어 시네마 운동의 태동을 알린 초기 작품으로 평가받는다. 1991년 1월 11일 선댄스 영화제에서 전 세계 최초로 상영되었다. 1991년 4월 5일 자이트가이스트 필름스에 의해 한정 개봉되었다.

## 출연진
- 이디스 미크스
- 밀리 화이트
- 벅 스미스
- 앤 지오타
- 리디아 러플루어
- 이언 넴저
- 롭 러벨
- 에번 던스키
- 머리나 러츠
- 데이미언 가르시아[4]

## 기타 제작진
- 협력 제작: 로런 절래즈닉
- 배역: 커림 아이누즈
- 미술: 세라 스톨먼
- 의상: 제시카 해스턴
- 흑백 촬영: 배리 엘즈워스